# Generale Vandenberg
Il generale Vandenberg (General Vandenberg, nell'originale) è un personaggio televisivo co-protagonista della miniserie televisiva britannica del 1961 A for Andromeda, del sequel, dei remake e dei romanzi da essa tratti, scritti da Fred Hoyle e John Elliot.

## Storia
Il generale Vandenberg è un ufficiale statunitense, appartenente alla United States Air Force, che presta servizio presso il comando NATO in Gran Bretagna e che segue con attenzione l'evolversi del progetto della costruzione del nuovo radiotelescopio che sta per essere inaugurato presso l'osservatorio di Bouldershaw Fell, richiedendo la presenza come tecnico di Whelan, un agente del servizio segreto, che, scoperto da Judy Adamson, agente del servizio segreto britannico, inviata, sotto la copertura di addetta stampa, sarà da questa fatto allontanare.
Egli, a seguito del rinvio dell'inaugurazione, essendo ancora all'oscuro del motivo, ossia quello di un segnale proveniente dalla Galassia di Andromeda captato dal radiotelescopio e studiato dai due artefici del progetto, il fisico John Fleming e l'ingegner Dennis Bridger, sotto la direzione del professor Ernest Reinhart, direttore dell'osservatorio, lamenta al sottosegretario J. M. Osborne e al Ministro delle scienze Charles Robert Ratcliff l'inaffidabilità dei due scienziati: al primo viene contestata la partecipazione a manifestazioni anti NATO, la disobbedienza civile e il suo essere a favore del disarmo nucleare, mentre al secondo la passata appartenenza al Partito Comunista di Gran Bretagna, venendo tuttavia rassicurato dai due politici.

Il colonnello Geers (Enzo Tarascio) ed il generale Vandenberg (Giampiero Albertini)

La tensione verso Fleming aumenta ulteriormente quando questi divulga la notizia alla stampa e il Governo, con l'appoggio dei militari rappresentati nell'occasione da Vandenberg, vorrebbe allontanarlo dall'osservatorio, ma questi riesce a mantenere l'incarico sostenendo di essere l'unico in grado di interpretare il messaggio e lo stesso Vandenberg, messo alle strette da Fleming, deve ammettere che l'unico computer in grado di elaborare la grande quantità di dati fornita nel messaggio si trova nella base missilistica di Thorness, nella Scozia settentrionale, dove l'équipe si trasferirà per realizzare un super calcolatore attraverso i dati contenuti nel messaggio.
A seguito della futura nascita di una creatura, in procinto di venire alla luce grazie ai dati forniti dal calcolatore e che, una volta nata, sarà battezzata Andromeda, Vandenberg prende possesso del calcolatore, disponendo che l'équipe da quel momento sarà diretta dal comandante della base di Thorness, il colonnello Geers, e, successivamente riscontrate le potenzialità della sinergia tra la ragazza e il calcolatore, le utilizzerà per chiederle di progettare un missile in grado di distruggere un oggetto non identificato in orbita intorno alla Terra.
La riuscita dell'operazione strabilierà Vandenberg e Geers, ma la loro ottusità non consentirà loro di intravedere il pericolo per il genere umano che si cela dietro la nascita di Andromeda.

## Adattamenti e sequel
Il romanzo e lo sceneggiato televisivo britannico, dove il generale Vandenberg è interpretato da Donald Stewart, sono stati seguiti dal sequel britannico The Andromeda Breakthrough, dove il personaggio non compare, e dallo sceneggiato televisivo italiano del 1972 A come Andromeda, per la regia di Vittorio Cottafavi, dove il generale Vandenberg è interpretato da Giampiero Albertini, mentre nel 2006 è stato realizzato il film tv britannico A for Andromeda, diretto da John Strickland, dove il generale è interpretato da David Haig.